# Badarai
Badarai is een bestuurslaag in het regentschap Belu van de provincie Oost-Nusa Tenggara, Indonesië. Badarai telt 1556 inwoners (volkstelling 2010).